# Cliff Sterrett

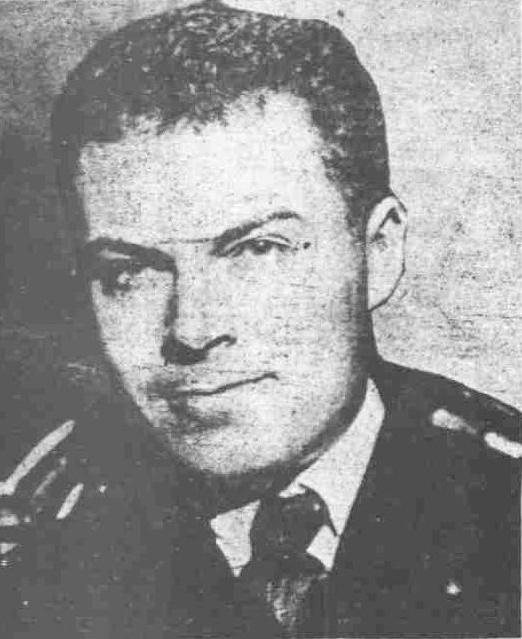

Cliff Sterrett (Fergus Falls, 12 de dezembro de 1883 — 28 de dezembro de 1964) foi um cartunista e autor de histórias em quadrinhos estadunidense.